# Ортенбурзьке графство
Ортенбурзьке імперське графство (нім. Reichsgrafschaft Ortenburg) — феодальне володіння Священної Римської імперії, що існувало приблизно з 1120 по 1805 на території Нижньої Баварії. Не слід плутати його з однойменним графством у Каринтії. Столиця — замок Ортенбург (у 10 км на захід від Пассау).

## Історія
Перший граф — Рапото I фон Шпонгейм, четвертий син герцога Каринтії Енгельберта II. Після смерті батька успадковував його баварські володіння.
Приблизно в 1120 році Рапото I побудував замок Ортенберг, і став називати себе графом Ортенбергським. У XIII столітті закріпилася змінена назва — Ортенбург. У 1173 році після смерті брата (Енгельберта III) Рапото I приєднав частину його володінь.
Після падіння Генріха Лева (1180) Ортенбурги оголосили себе незалежними від герцогів Баварії. Статус імперського графства був підтверджений в 1473 році.
У результаті війн з Бабенбергами та єпископами Пассау, а також розділів, до 1275 році територія графства зменшилася до замку Ортенбург та його безпосередніх околиць.
Черговий розділ стався в 1385 році, його результатом стало утворення графств Ортенбург-Альтортенбург, Ортенбург-Нойортенбург та Ортенбург-Дорфбах. Вони знову об'єдналися в 1444 та 1462 роках, коли до Нойортенбургська гілка успадкувала спочатку Альтортенбург, а потім Дорфбах.
У 1563 році проведена реформація.
У 1805 році Йосип Карл Леопольд фон Ортенбург-Нойортенбург продав своє графство курфюрсту Баварському Максиміліану I Йозефу.